# Royal Southern Brotherhood
Royal Southern Brotherhood (kurz RSB) ist eine US-amerikanische Blues- und Bluesrock-Supergroup, die 2011 in New Orleans gegründet wurde.

## Bandgeschichte
Reuben Williams, Manager von Cyril Neville (von den Neville Brothers, Gesang, Perkussion) und Mike Zito (Gitarre, Gesang), hatte die Idee für die Band. Die beiden Musiker hatten bei Pearl River zusammengearbeitet, dem Titelsong von Zitos gleichnamigem Album von 2009, der den Blues Music Award als „Song of the Year“ gewann.
Zito schlug Devon Allman (Sohn Gregg Allmans von den Allman Brothers, Gitarre, Gesang) als weiteres Gruppenmitglied vor, der dieser Idee einer Supergruppe zunächst skeptisch gegenüberstand, sich schließlich jedoch dafür entschied. Allman und Zito waren alte Bekannte, waren musikalische Rivalen in der Musikszene von St. Louis, Missouri, und hatten 1999 zusammen einen Gitarrenladen geleitet.
Als Rhythmusgruppe kamen Bassist Charlie Wooton und Schlagzeuger Yondrico Scott hinzu. Bemerkenswert war der große Altersunterschied in der Band: Mit 37 Jahren war Allman der Jüngste, während der 63-jährige Cyril Neville der Älteste war. Die Gruppe gab ihr Bühnendebüt im September 2011 in der Rock ’n’ Bowl in New Orleans.
Das Debütalbum Royal Southern Brotherhood erschien am 8. Mai 2012. Es wurde 2013 für den Blues Music Award in der Kategorie „Blues Rock Album“ nominiert. 2014 gewann die Band den Blues Music Award für ihre DVD Songs from the Road von 2013. 2014 erschien auch das zweite Studioalbum der Band, heartsoulblood, das ebenfalls für einen Blues Music Award nominiert wurde.
2014 verließen Zito und Allman die Gruppe, für sie kamen die Gitarristen Bart Walker und Tyrone Vaughan, der Sohn von Jimmie Vaughan und Neffe von Stevie Ray Vaughan. Das nächste Album war 2015 Don’t Look Back: The Muscle Shoals Sessisons; 2016 wurde auch dieses Album für einen Blues Music Award nominiert. 2016 kam das vierte Studioalbum The Royal Gospel auf den Markt, das sich mehr in Richtung Soul, Gospel, Funk und Reggae bewegte. Am Bass war jetzt Darrell Phillips zu hören.

## Diskografie
- 2012: Royal Southern Brotherhood
- 2013: Songs from the Road – Live in Germany (CD + DVD)
- 2014: heartsoulblood
- 2015: Don’t Look Back: The Muscle Shoals Sessions
- 2016: The Royal Gospel